# Paul Fort
Paul Fort (1872 - 1960) va ser un poeta francès associat al moviment simbolista. Quan tenia 18 anys, va fundar el Théâtre d'Art (1890–93). També va fundar i editar les revistes literàries Livre d'Art amb Alfred Jarry i Vers et Prose (1905–14) amb el poeta Guillaume Apollinaire, publicant obres de Paul Valéry i altres escriptors simbolistes.